# Derbi-Gilera 125 GP
La Derbi-Gilera 125 GP è una motocicletta da competizione che ha corso nel motomondiale dal 1999 al 2005 con marchiatura Derbi mentre dal 2001 al 2005 ha corso anche come Gilera.

## Storia
La Derbi, dopo aver ottenuto tre titoli mondiali costruttori nella classe 125 del motomondiale ed altrettanti titoli piloti (due con Ángel Nieto e uno con Jorge Martínez) a cavallo tra il 1971 ed il 1988, nel 1999 decise di rientrare nelle competizioni schierando nuovamente il team ufficiale Derbi Racing, ingaggiando come piloti Pablo Nieto e Yōichi Ui. Proprio il giapponese Ui, al primo anno di produzione della moto, ottiene subito buoni risultati realizzando anche il primo podio al GP d'Australia.
La stagione successiva confermati Nieto e Ui, viene affidata una terza moto a Manuel Poggiali, i risultati sono migliori della stagione d'esordio infatti Ui si classifica secondo nel mondiale piloti e vince cinque gare, da segnalare il GP d'Olanda con Ui primo e Poggiali che si piazza al terzo posto.
Nel 2001 il Gruppo Piaggio acquisisce la Derbi, unificando il reparto corse Derbi Racing a quello della Gilera con lo scopo di riportare in pista lo storico marchio italiano, sfruttando il progetto che la casa spagnola aveva sviluppato nel biennio precedente. I piloti sono gli stessi della stagione precedente ma mentre Ui e Nieto corrono con marchiatura Derbi, Poggiali corre con marchiatura Gilera. I risultati sono lusinghieri, infatti Poggiali vince il titolo piloti e Ui si piazza secondo nel mondiale, in totale la moto vince nove gare ma la differenziazione di marchiatura (pur correndo con la stessa moto e la stessa struttura, Derbi e Gilera erano semplici rivali in campionato) favoriscono la vittoria del titolo costruttori per la Honda.
Nel 2002 confermati Poggiali (Gilera) e Ui (Derbi), viene stretto un accordo con il team Italia per fornire due moto a marchiatura Gilera, pertanto diventano cinque le moto schierate dalla Derbi-Gilera, con Poggiali nel team ufficiale Gilera Racing, Mattia Angeloni e Michel Fabrizio con il team Italia ed il giovanissimo Jorge Lorenzo e Ui nel team ufficiale Caja Madrid Derbi Racing. In flessione negativa i risultati di Ui, solo Poggiali riesce a tenere ai vertici la moto, ottenendo quattro affermazioni stagionali e riuscendo a classificarsi secondo nel mondiale, restando il lizza per il titolo fin all'ultima gara in calendario.
Dal 2003 al 2005 (ultimo anno di partecipazione di questo modello) i risultati nelle gare sono in calo in raffronto a quelli delle prime stagioni, perso Poggiali (passato con l'Aprilia in classe 250) solo Jorge Lorenzo riesce a centrare vittorie e podi, facendosi conoscere nel palcoscenico del motomondiale proprio con questa moto.
Nel 2005 il Gruppo Piaggio acquisisce anche l'Aprilia, decidendo di accantonare lo sviluppo di questa moto al termine della stagione di corse per concentrare le risorse sullo sviluppo dalla Aprilia RS 125 R che dal motomondiale del 2006 viene schierata sia con marchiatura Aprilia ma anche con quella Derbi e Gilera.